# Kapfenberg Airport
Kapfenberg Airport (tyska: Flugplatz Kapfenberg) är en flygplats i Österrike.   Den ligger i distriktet Bruck-Mürzzuschlag och förbundslandet Steiermark, i den östra delen av landet, 110 km sydväst om huvudstaden Wien. Kapfenberg Airport ligger 510 meter över havet.
Terrängen runt Kapfenberg Airport är huvudsakligen kuperad, men söderut är den bergig. Kapfenberg Airport ligger nere i en dal. Närmaste större samhälle är Kapfenberg, 3,2 km sydväst om Kapfenberg Airport. 
I omgivningarna runt Kapfenberg Airport växer i huvudsak blandskog. Runt Kapfenberg Airport är det ganska glesbefolkat, med 48 invånare per kvadratkilometer.